# Janitor Joe
Janitor Joe fue una banda estadounidense de noise rock formada en Minneapolis , Minnesota, Estados Unidos, en 1992. Los miembros fundadores de la banda fueron el vocalista y guitarrista Joachim Breuer, exmiembro de la banda de rock Bastards, la bajista y vocalista Kristen Pfaff y el baterista Matt Entsminger. Pfaff fue reemplazada por Wayne Davis luego de su partida en 1993 para unirse a Hole .
La banda lanzó dos álbumes de estudio y cuatro sencillos en OXO y Amphetamine Reptile antes de disolverse después de la muerte de Pfaff en junio de 1994. El primer sencillo de la banda, "Hmong", fue lanzado con el sello naciente de OXO Records en 1992, y el popular sello local Amphetamine Reptile recogió la banda más tarde ese año, lanzando el sencillo "Bullethead" en un disco de imagen, y luego en 1993 con el "Boyfriend" de 7 pulgadas y el álbum debut Big Metal Birds. Una pista de Janitor Joe, "Under the Knife", también se puede encontrar en un EP de 4 pistas de OXO records, lanzado en 1993.

## Discografía

### Álbumes
- Big Metal Birds (1993)
- Lucky (1994)

### Sencillos
- Hmong 7" (OXO Records, 1992, OXO 002)

("Hmong today, Hung tomorrow", "Prone",
"Big Nose")
- Bullethead 7  (Amphetamine Reptile, 1992)

("Bullethead", "KCL")
- Stinker 7" (Amphetamine Reptile, 1993)

("Stinker", "Pest")
- Boyfriends 7"/CDS (Amphetamine Reptile, 1993)

("Boyfriend", "Yellow Car")